# Macrodictyum latifolium
Macrodictyum latifolium là một loài Rêu trong họ Dicranaceae. Loài này được (E.B. Bartram) M. J. Price mô tả khoa học đầu tiên năm 2002.